# Daggoo philoctetes
Daggoo philoctetes är en stekelart som beskrevs av David B. Wahl och Sime 2002. Daggoo philoctetes ingår i släktet Daggoo och familjen brokparasitsteklar. Inga underarter finns listade i Catalogue of Life.